# Château du Bois de la Salle
Le château du Bois de la Salle est un château situé à Pléguien, en France.

## Localisation
Le château est situé sur la commune de Pléguien, dans le département des Côtes-d'Armor.

## Description

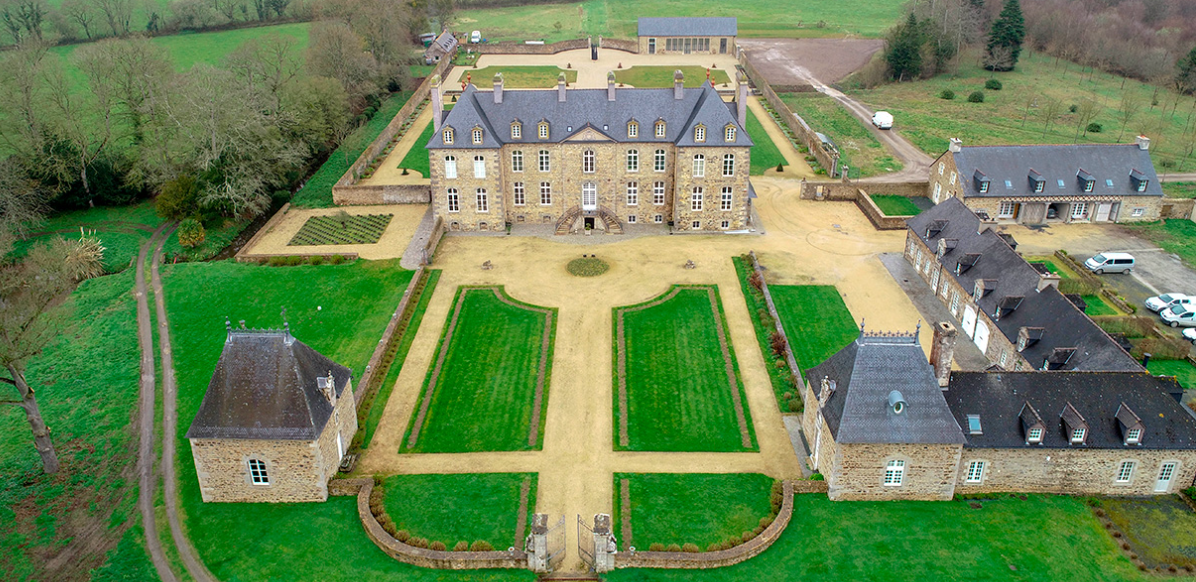
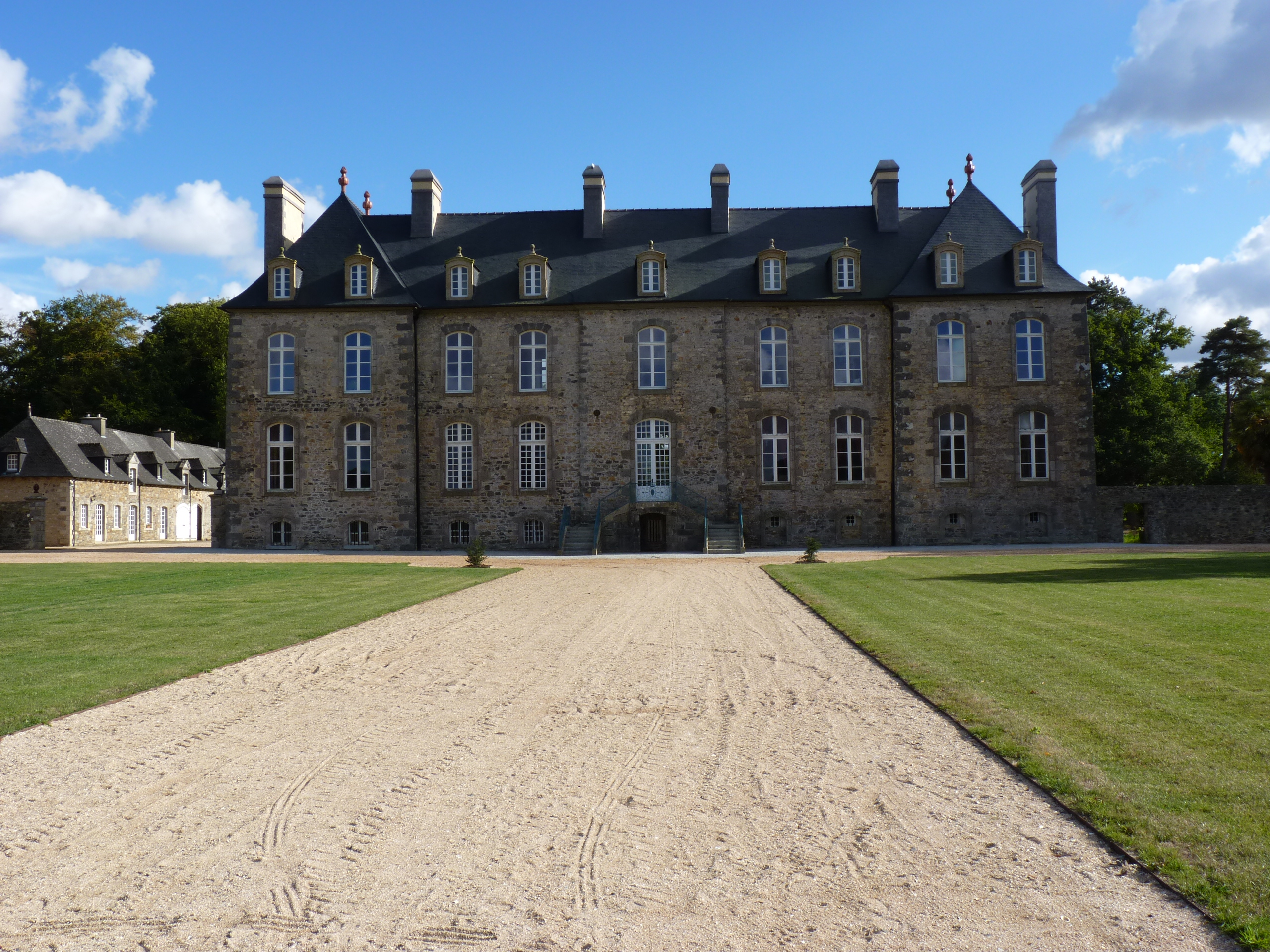
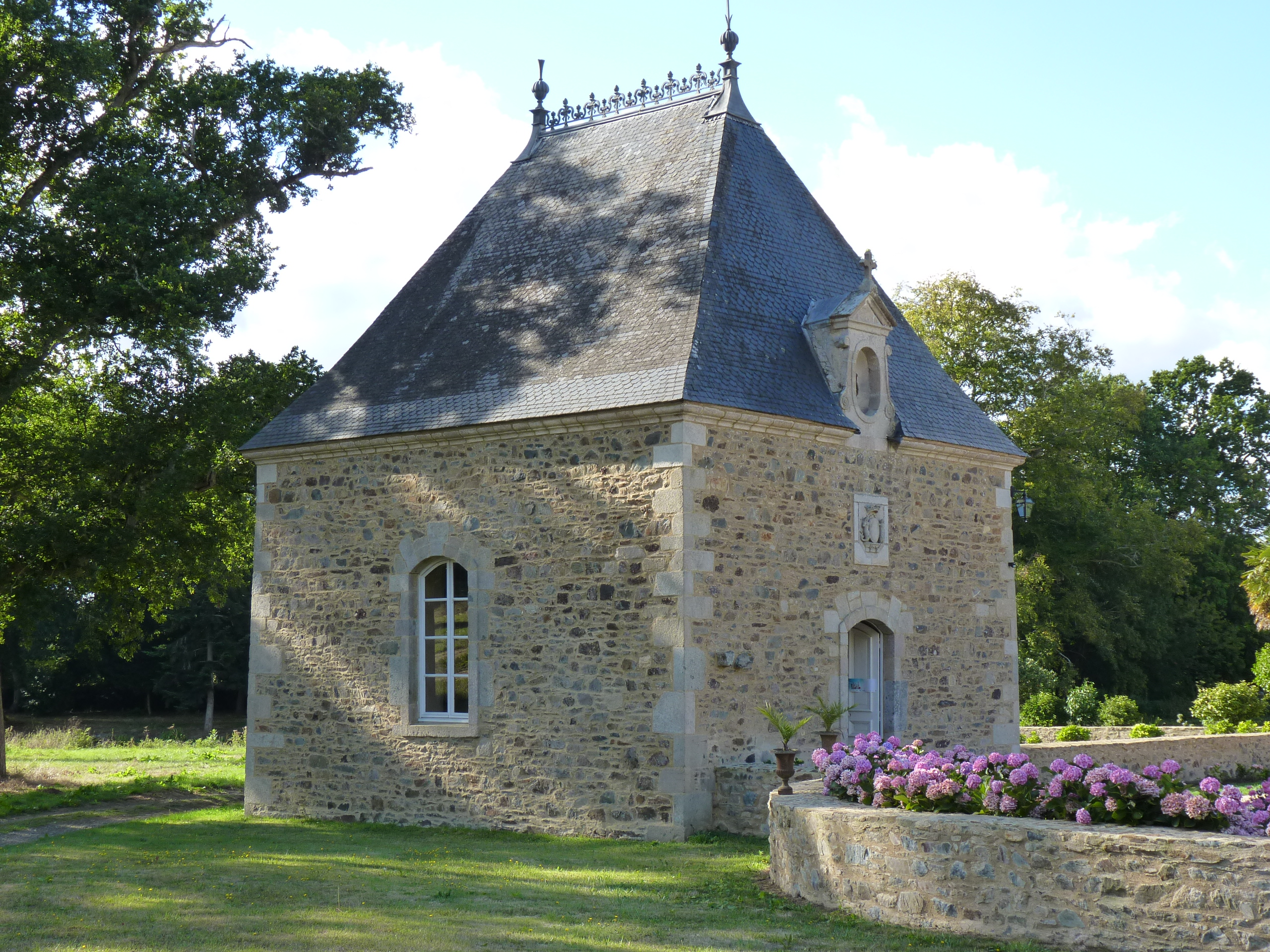
Chapelle
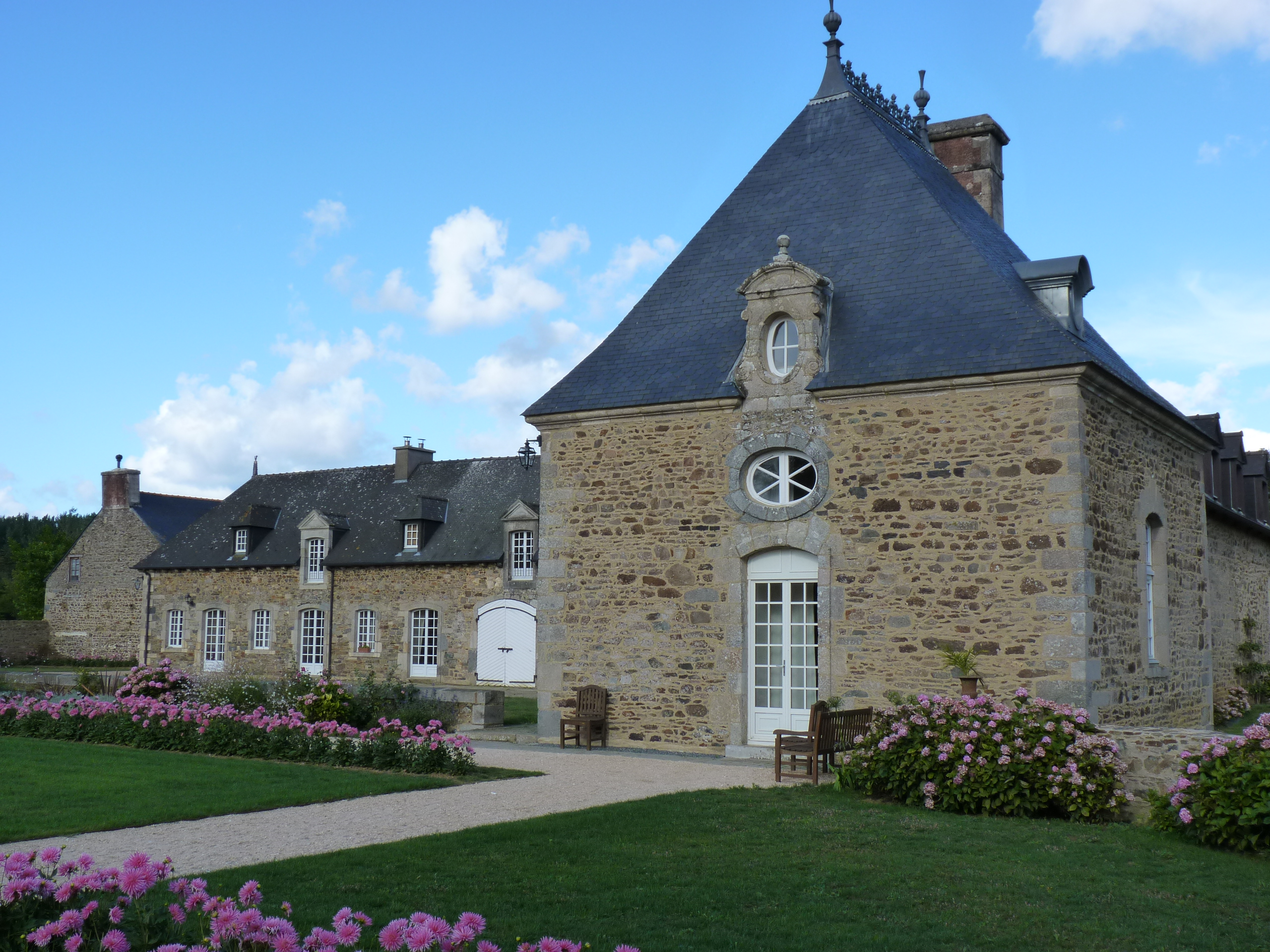
Communs
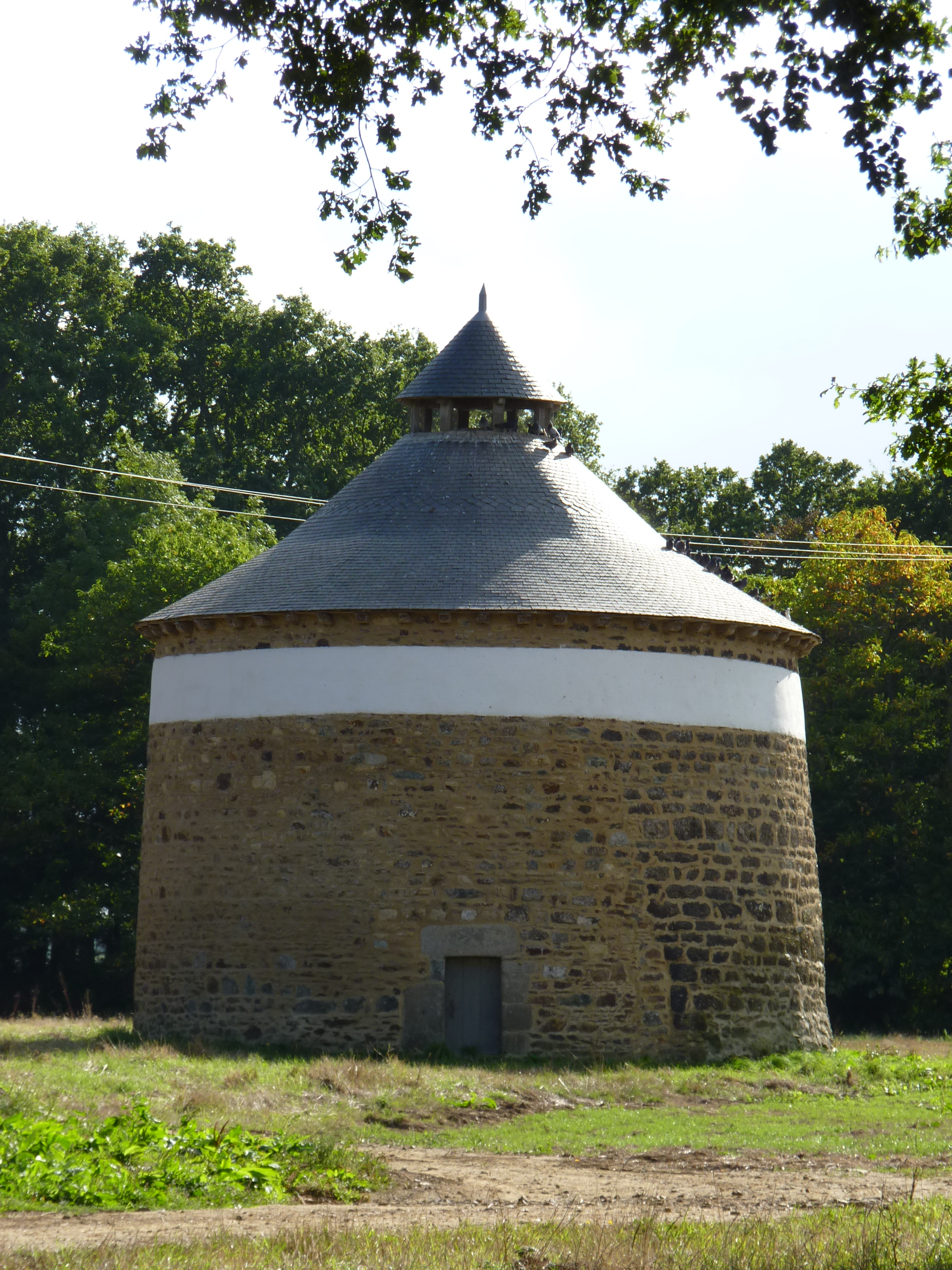
Colombier
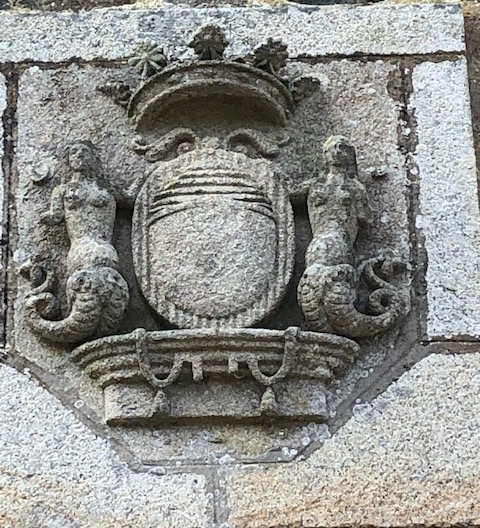
Armoiries des Méhérenc de Saint-Pierre